# Velkostatek
Velkostatek je označení pro statek s výměrou větší než 100 ha zemědělské plochy. V historii se tímto termínem označovalo též feudální panství.
Ve středověku a především v raném novověku byl velkostatek hospodářsko-správní jednotkou vymezenou a spravovanou jedním majitelem či rodinou šlechtického původu, která měla správní a soudní pravomoc nad poddanými žijícími na území spadající pod velkostatek.
Až do 18. století se z velkostatku neplatily daně, které se platily jen z rustikálu. Císařský patent ze 7. září 1848 zrušil poddanství a v roce 1850 přešla politická a soudní správa na nově zřízené okresní úřady a soudy. Velkostatek poté zůstal jen ryze hospodářskou jednotkou a pojem velkostatkář se již nevztahoval pouze na šlechtu. Při pozemkové reformě, která v Československu probíhala ve 20. letech 20. století, bylo mnoho panských velkostatků rozparcelováno.

## Situace kolem roku 1900
Podle Ottova slovníku tvořily kolem roku 1900 velkostatky (latifundie) v řadě evropských zemí podstatnou část zemědělské půdy. V Anglii a Walesu patřila čtvrtina vší půdy 874 osobám, v Irsku polovina půdy 744 osobám, ve Skotsku tři čtvrtiny půdy 580 osobám. Vévodovi z Richmondu patřilo 98 tisíc ha, vévodovi z Argylu 68 tisíc ha. V pruském Slezsku patřilo 17 % půdy 32 osobám. V Čechách patřilo knížeti Schwarzenbergovi (v krumlovské větvi) 176 tisíc ha, knížeti Colloredo-Mansfeldovi 58 tisíc ha, knížeti Liechtensteinovi 38 tisíc ha (v celém Rakousku 181 tisíc ha), knížeti Fürstenbergovi 39 tisíc ha, hraběti Waldsteinovi 38 tisíc ha, hraběti Černinovi 32 tisíc ha atd. Celkem patřilo 33 osobám 846 tisíc ha půdy, čili skoro šestina celých Čech. Fideikomisním právem bylo v Čechách vázáno 11,24 % vší půdy, v samotném budějovickém kraji 27 % půdy.